# Cystoderma amianthinum
Cystoderma amianthinum es un hongo basidiomiceto del orden Agaricales. que habita en bosque de coníferas y en prados musgosos. El epíteto específico, en latín, amianthinum significa "sin manchas". No es tóxica, pero tampoco se la considera comestible. En el género Cystoderma existen varias especies parecidas, todas ellas con diferentes tonalidades de amarillo ocre.

## Descripción
El cuerpo fructífero de este hongo presenta un sombrero pequeño, de entre 2 y 5 centímetros de diámetro, cónico al principio, y mamelonado más tarde. La cutícula del sombrerillo es de color amarillo ocre, algo más oscuro en el centro, y está cubierto de diminutas protuberancias. Presenta un borde ligeramente enrollado y está cubierto con restos del velo. Las láminas son adnatas, de color blanco o crema, y con numerosas laminillas de menor tamaño. El pie es del mismo color que el sombrero, tiene una altura de hasta 6 centímetros y es fino, que confiere a la seta un aspecto frágil. La esporada es blanca, y su carne es amarillenta, con un olor desagradable a tierra.